# Вудсток (фестиваль, 1994)
Вудсток 1994 (англ. Woodstock 1994; «коммерческий Вудсток», «Mudstock») — рок-фестиваль, прошедший с 12 по 14 августа на ферме «Winston» в городе Согертис, штат Нью-Йорк. Будучи посвящённым 25-й годовщине фестиваля Вудсток, который прошёл в августе 1969 года, Вудсток-94 собрал около 350 тысяч человек. Слоганом фестиваля служила фраза «2 More Days of Peace & Music» (рус. Ещё 2 дня мира и музыки).

## Исполнители

### Пятница, 12 Августа

#### Северная Сцена
- Blues Traveler
- Candlebox
- Collective Soul
- Jackyl
- James
- King’s X
- Live
- Orleans
- Шерил Кроу
- Violent Femmes

#### Южная Сцена
- 3
- Del Amitri
- Futu Futu
- The Goats
- Huffamoose
- Lunchmeat
- The Paul Luke Band
- Peacebomb
- Rekk
- Roguish Armament

##### Ravestock
- Aphex Twin
- Deee-Lite
- DJ Spooky
- Doc Martin
- Frankie Bones
- Kevin Saunderson
- Little Louie Vega
- The Orb
- Orbital
- Scotto
- Soul Slinger

### Суббота, 13 Августа

#### Северная Сцена
- Джо Кокер
- Blind Melon
- Cypress Hill
- Rollins Band
- Мелисса Этеридж
- Crosby, Stills, & Nash (совместно с Джоном Себастьяном)
- Nine Inch Nails
- Metallica
- Aerosmith

#### Южная Сцена
- Nenad Bach
- The Cranberries
- Дзуккеро
- Юссу Н’Дур
- The Band (совместно с Hot Tuna, Брюсом Хорнсби, Роджером Макгвином, Робом Вассерманом, и Бобом Вейром)
- Primus (совместно с Джерри Кантреллом)
- Salt-N-Pepa

### Воскресенье, 14 Августа

#### Северная Сцена
- Кантри Джо Макдональд
- Sisters of Glory (совместно с Тельмой Хьюстон, CeCe Пенистон, Фиби Сноу, Мэвисом Стейплесом, и Лоисом Уолденом)
- Arrested Development
- The Allman Brothers Band
- Traffic
- Spin Doctors
- Porno for Pyros
- Боб Дилан
- Red Hot Chili Peppers
- Питер Гэбриэл

#### Южная Сцена
- John Sebastian and the J-Band
- Кантри Джо Макдональд
- Гил Скотт-Хэрон
- WOMAD
  - Xalam
  - The Justin Trio
  - Джеффри Ориема
  - Hassan Hakmoun & Zahar
- Ненад Бах
- Green Day
- Paul Rodgers Rock and Blues Revue (совместно с Слэшем, Нилом Шоном, Энди Фрэйзером, и Джейсоном Бонэмом)
- Neville Brothers
- Сантана
- Jimmy Cliff's All Star Reggae Jam (совместно с Ритой Марли, Eek A Mouse и Шаббой Ранкс)